# 아이 엠 어 모델
《아이 엠 어 모델》은 2006년부터 2009년까지 Mnet에서 방송된 모델 서바이벌 프로그램이다. 출연자들이 참가자들을 훈련시켜 최후의 승자를 뽑는 방식으로 진행된다.

## 참가자
- 신민철 : 시즌2 우승
- 김정헌 : 시즌2 준우승
- 박서진 : 시즌4 우승
- 이슬기 : 시즌4
- 이미진 : 시즌4
- 문아랑 : 시즌4
- 정유진 : 시즌4
- 전봉이 : 시즌4